# Díbon

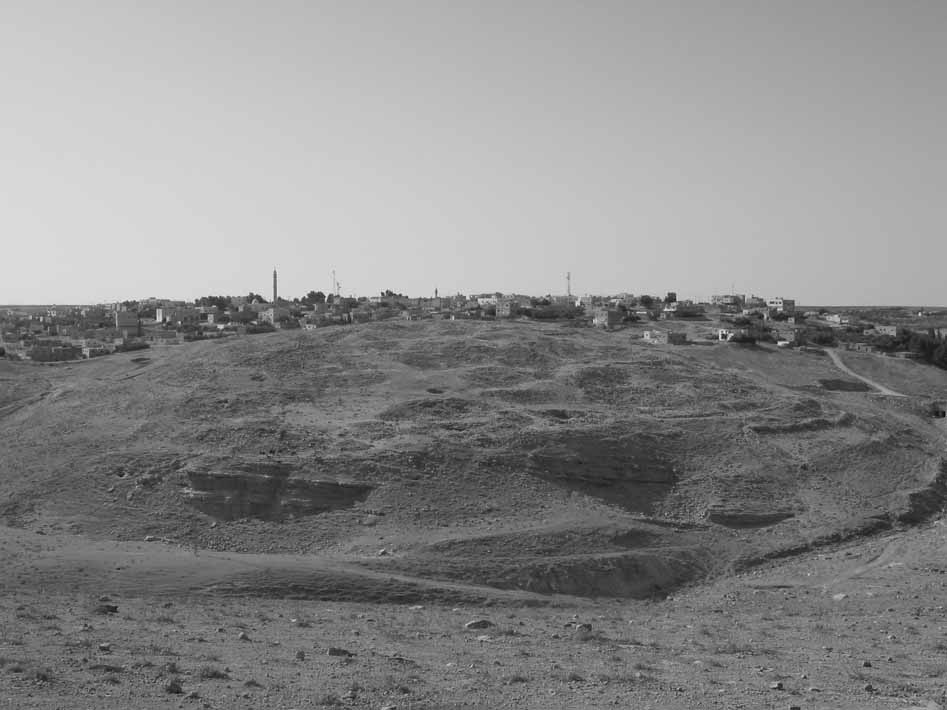
Cidade de Dibã no fundo.

Dibom era uma cidade situada ao leste do mar Morto, arrebatada dos moabitas por Seom, o amorreu, porém, mais tarde tomada dele por Israel, na época da entrada dos israelitas nessa terra, sob Moisés.

## Localização
A antiga cidade de Dibom é hoje identificada com Dibã, 5 quilômetros ao norte do rio Arnom, 21 quilômetros ao leste do mar Morto. Tem sido área de recentes e intensas pesquisas arqueológicas, e ganhou alguma fama como local da descoberta da famosa Pedra Moabita, em 1868. As declarações nesta estela, erigida pelo rei Mesa de Moabe, têm sido interpretadas por alguns como identificando Dibom qual capital e "principal cidade de Moabe" em certa época.

## História
Pouco depois da conquista original desta região pelos israelitas, a tribo de Gade viveu ali e eles "passaram a construir (ou, reconstruir) Dibom", aparentemente dando-lhe o nome mais extenso de Dibom-Gade, ponto alistado como um dos locais de acampamento da nação. Todavia, Díbon era considerada parte da herança de Rubem. Dibom provavelmente sofreu sob o ressurgimento do poder moabita, durante o reinado do rei Eglom, até que obteve alívio em resultado da vitória do juiz Eúde. O rei Mesa revoltou-se contra a dominação israelita muitos séculos mais tarde, "assim que Acabe morreu", segundo o registro bíblico em 2 Reis 3:4, 5. A Bíblia não diz exatamente quanto tempo durou este levante, e é possível, conforme Mesa alardeia na Pedra Moabita, que ele tenha conseguido anexar várias cidades israelitas a "Qarhah", naquela época. O relato bíblico deixa claro que Moabe foi totalmente derrotado quando as suas forças entraram em combate contra os exércitos conjuntos de Israel, Judá e Edom.
Menos de 200 anos depois, Dibom ficou mais uma vez conhecida como cidade moabita, e Isaías, o profeta fez contra ela uma pronúncia de condenação. A respeito dos habitantes da região, portanto, diz-se profeticamente que sobem "até a Casa e a Dibom, aos altos", chorando a desolação de Moabe.
Encontrarem-se em Dibom grandes depósitos de cereais notavelmente conservados, que se acha datarem aproximadamente da segunda metade do primeiro milênio a.C., parece confirmar o conceito de alguns, de que a região de Dibom, que mesmo hoje é uma região de boa produção agrícola, talvez tenha sido outrora o celeiro da Palestina.